# (17190) Retopezzoli
(17190) Retopezzoli est un astéroïde de la ceinture principale.

## Description
(17190) Retopezzoli est un astéroïde de la ceinture principale. Il fut découvert le 28 novembre 1999 à Gnosca par Stefano Sposetti. Il présente une orbite caractérisée par un demi-grand axe de 2,59 UA, une excentricité de 0,09 et une inclinaison de 6,3° par rapport à l'écliptique.

## Compléments